# ÅSSA

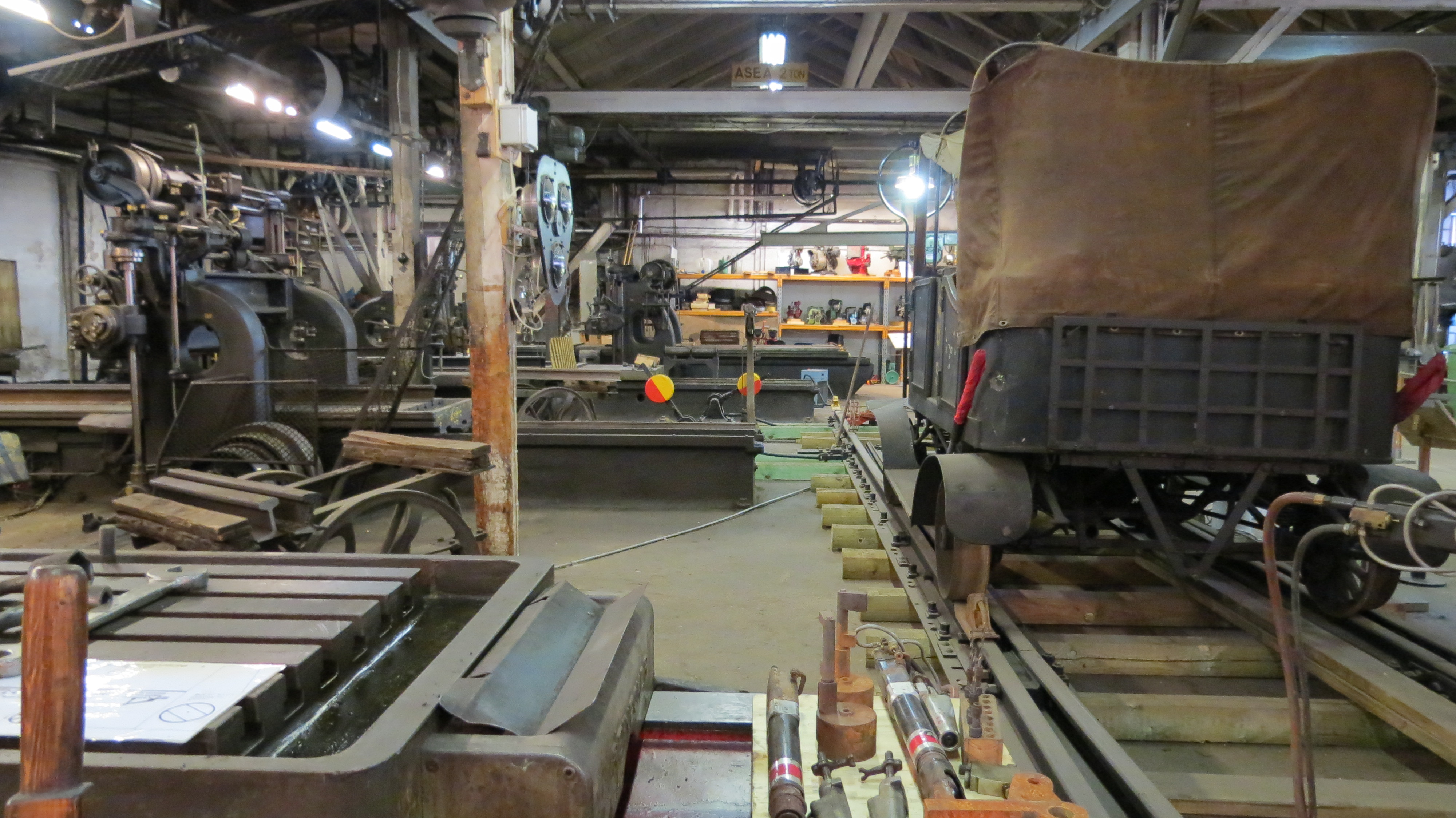
Verkstaden på Åssa-museet

Åtvidabergs Spårväxlar- & Signalfabriks AB (ÅSSA), var ett svensk verkstadsföretag. Under åren 1924–1987 tillverkades bland annat järnvägsväxlar, signalsystem och smörjapparater för bilar och flygplan. Man tillverkade också drivmotorerna till bommarna till järnvägsövergångar. 

## Historik
Josef Jacobsson grundade 1907 Åtvidabergs Vagnfabrik AB. Bolaget byggde bland annat personbilen Åtvidabergs Motorvsgn i ett fåtal exemplar men gick i konkurs 1912. År 1913 återstartade verksamheten som Vagn- och Fabriks AB i Åtvidaberg. År 1919 blev Magnus Täcklind ny ägare och inledde en satsning med hjälp av tyskt kapital med nya lokaler och maskiner. Företaget får namnet Åtvidabergs Spårväxlar och Signalfabriks AB.
År 1944 tog Flyktkapitalbyrån över aktierna från de tyska ägarna. De köps senare av familjerna Vogelgesang och Jüllig. Efter andra världskriget börjar ÅSSA utveckla och tillverka fällbomsdrivar till Statens Järnvägar och levererar komponenter för drivning av radarskärmar på uppdrag av Försvarets materielverk. Bolaget hade under 1970-talet 200 anställda. År 1985 köpte Grängesbergs Industrier AB spårväxeltillverkningen. Grängesbergs Industrier AB skänkte då de gamla maskinerna i maskinhallen till Åtvids Hembygdsförening, och dessa maskiner överlämnades sedan 1987 till ÅSSA Industri- och bilmuseum vid dess start. 
Företagets smörjmedelstillverkning köptes 1987 av finländska Safematic, som gick i konkurs 1993. Verksamheten köptes då upp av fyra personer som var anställda på Safematic och fick namnet Assalub, som har sin grund i de smörjapparater ÅSSA tillverkade.